# 401 до н. е.

## Події
- встановлення Афінської демократії.
- битва при Кунаксі.

## Померли
- Агафон
- Агіс II
- Кір Молодший